# Бобслей на Олімпійських іграх
Змагання з бобслею на зимових Олімпійських іграх уперше відбулися на Іграх 1924 року у Шамоні, і відтоді були в програмі всіх зимових Олімпіад, крім 1960 року (тоді організатори вирішили не будувати доріжок для бобслею, щоб скоротити витрати). У цьому виді спорту розігруються чотири комплекти нагород: чоловіки-четвірки, чоловіки-двійки, жінки-двійки, жінки-монобоб. Жіночу дисципліну вперше ввели лише 2002 року в Солт-Лейк-Сіті.

## Медальний залік
Оновлено після завершення зимових Олімпійських ігор 2022
| Місце                | Країна                | Золото | Срібло | Бронза | Загалом |
| -------------------- | --------------------- | ------ | ------ | ------ | ------- |
| 1                    | Німеччина (GER)       | 16     | 9      | 7      | 32      |
| 2                    | Швейцарія (SUI)       | 10     | 10     | 11     | 31      |
| 3                    | США (USA)             | 8      | 11     | 9      | 28      |
| 4                    | НДР (GDR)             | 5      | 5      | 3      | 13      |
| 5                    | Канада (CAN)          | 5      | 2      | 4      | 11      |
| 6                    | Італія (ITA)          | 4      | 4      | 4      | 12      |
| 7                    | ФРН (FRG)             | 1      | 3      | 2      | 6       |
| 8                    | Австрія (AUT)         | 1      | 2      | 0      | 3       |
| 9                    | Велика Британія (GBR) | 1      | 1      | 3      | 5       |
| 10                   | Латвія (LAT)          | 1      | 0      | 2      | 3       |
| 10                   | СРСР (URS)            | 1      | 0      | 2      | 3       |
| 12                   | Бельгія (BEL)         | 0      | 1      | 1      | 2       |
| 12                   | Росія (RUS)           | 0      | 1      | 1      | 2       |
| 14                   | Південна Корея (KOR)  | 0      | 1      | 0      | 1       |
| 15                   | Румунія (ROU)         | 0      | 0      | 1      | 1       |
| 15                   | Франція (FRA)         | 0      | 0      | 1      | 1       |
| Загалом (16 збірних) | Загалом (16 збірних)  | 53     | 50     | 51     | 154     |